# Aboubakar Oumarou
Aboubakar Oumarou (* 4. November 1986 in Yaoundé) ist ein ehemaliger kamerunischer Fußballspieler.

## Karriere

### Verein
Seine Profikarriere begann bei den beiden chinesischen Vereinen Yanbian FC und Changsha Ginde. Von dort ging er 2009 nach Serbien und spielte dort für Roter Stern Belgrad, OFK Belgrad und Vojvodina Novi Sad. Anschließend nahm ihn Waasland-Beveren für zwei Jahre unter Vertrag, ehe er zum FK Partizan Belgrad wechselte und dort 2016 den nationalen Pokal gewann. Danach wechselte er zum Shenzhen FC und al-Qadisiyah. 2020 spielte Oumarou noch kurzzeitig für den FK Napredak Kruševac.

### Nationalmannschaft
Am 8. September 2012 machte Aboubakar Oumarou sein erstes Spiel für die kamerunische Nationalmannschaft während der Qualifikation zur Afrikameisterschaft 2013 gegen Kap Verde. Er wurde in der 67. Minute für Yannick N’Djeng eingewechselt. Anschließend folgten noch zwei weitere Einsätze und seit 2015 wurde er nicht mehr nominiert.

## Erfolge
- Serbischer Pokalsieger: 2016